# Brănești (Gorj)
Brăneşti é uma comuna romena localizada no distrito de Gorj, na região de Oltênia. A comuna possui uma área de 45.61 km² e sua população era de 2447 habitantes segundo o censo de 2007.